# قتل‌عام ماهشهر
قتل‌عام ماهشهر یا کشتار نیزار، به کشتار گستردهٔ معترضان توسط نظام جمهوری اسلامی در بندر ماهشهر، ایران در اعتراضات آبان ۱۳۹۸ ایران، گفته می‌شود که بین ۲۵ تا ۲۹ آبان ۱۳۹۸ رخ داد. این کشتار جمعی پس از تبادل آتش میان دو گروه معترض و نیروهای سپاه پاسداران انقلاب اسلامی در دو نقطه از شهر، به وسیلهٔ دوشکا و سلاح‌های سنگین نظامی انجام و منجر به قتل‌عام حداقل یکصد نفر از معترضان شد. این واقعه در ۳ دسامبر ۲۰۱۹، توسط نیویورک تایمز تأیید شد.

## زمینه
پس از اعلام افزایش قیمت ناگهانی بنزین از طرف دولت، اعتراضات آغاز شد و به سرعت در بیش از ۱۰۰ شهر در سراسر ایران گسترش یافت. این اعتراضات به سرعت در مخالفت با علی خامنه‌ای، رهبر جمهوری اسلامی ایران، و حکومت کنونی گسترش یافت. اینترنت در داخل کشور توسط دولت قطع شد که گزارش از جزئیات را تقریباً ناممکن نمود.

## قتل‌عام
در طی چند روز نخست تظاهرات در ماهشهر، معترضان کنترل بیشتر شهر را به دست آوردند. نیروهای امنیتی حمله را در ۲۵ آبان در ماهشهر آغاز کردند، همچنین سرکوب اعتراضات بین ۲۵ تا ۲۹ آبان در حومهٔ سربندر و چمران (جراحی) انجام شد. 
به سپاه دستور داده شده بود تا اعتراضات را خنثی کند. سازمان عفو بین‌الملل در گزارش ویژه خود در مورد حوادث آبان، به تبادل آتش میان معترضان و نیروهای سپاه پاسداران نیز اشاره می‌کند. نیروهای سپاه پاسداران وارد شهرک چمران، حومهٔ شهر ماهشهر شدند و به‌طور نامحدود آغاز به تیراندازی به معترضان با وسایل نقلیهٔ زرهپوش کردند. این کُشتار بیشتر در جادهٔ شهرک‌های بعثت (ممکو) و چمران (جراحی) به سمت ماهشهر رخ داد. آمار مشخصی از شمار قربانیان در دست نیست، اما گزارش‌ها از کشته‌شدن ده‌ها معترض حکایت دارند. معترضان که به یک باتلاق اطراف فرار کرده بودند، بلافاصله محاصره و به سمت آن‌ها شلیک شدند، که منجر به کشته شدن ۱۰۰ نفر شد. قتل‌عام جوانانی که در نیزار پناه گرفته بودند، به «کُشتار نیزار» معروف شد. همچنین به گفتهٔ شهروندان بومی ماهشهر، برخی از نیروهایی که در این حمله دست داشتند، غیرایرانی و غیر ماهشهری بودند.
عفو بین‌الملل حادثه را این‌گونه بیان می‌کند: 
«بنا به مستندات عفو بین‌الملل، تنها در دو تجمع اعتراضی در ماهشهر، در استان خوزستان، چند معترض مسلح به تبادل آتش با نیروهای امنیتی پرداخته بودند که به جان باختن یک عضو سپاه پاسداران و یک مأمور نیروی انتظامی منجر شد. یکی از این درگیری‌ها روز ۲۷ آبان در محله چمران (معروف به جراحی) رخ داده بود، و درگیری دیگر در محله طالقانی (معروف به کوره) روز ۲۷ آبان شروع شده و تا ساعات اولیه ۲۸ آبان ادامه یافته بود. بنا به اظهارات معترضان و شاهدانی که در محل حضور داشته و همچنین با توجه به ویدئوهایی که عفو بین‌الملل مورد تجزیه و تحلیل قرار داده، حتی در جریان این دو درگیری نیز، نیروهای امنیتی استفاده خود از سلاح‌های مرگبار را به مقابله با کسانی که حامل تهدیدات جانی عاجل بودند محدود نکرده، و با شلیک گلوله به سمت معترضان غیرمسلح، شماری از آن‌ها را نیز کشتند.»
اما شواهدی از مسلح بودن مردم معترض در دست نیست، و ویدیوهای منتشرشده نشان می‌دهد مردم معترض عمومأ بی دفاع بودند و تنها گروهی از آنها در تقابل با تیراندازی و رگبار نیروهای جمهوری اسلامی سنگ پراکنی می‌کردند.
همچنین داریوش معمار روزنامه‌نگاری که سالها ساکن ماهشهر بوده در یک گزارش میدانی با اهالی شهرک جراحی داشته، شاهدان عینی مسلح بودن معترضان را رد کردند.
در ویدیوی کشتار نیزار فیلمبردار تأکید می‌کند که معترضان چیزی برای دفاع ندارند.
به گفتهٔ مقام‌های رسمی، «معترضان جاده‌های اصلی را بسته بوده‌اند و این کشتار برای بازکردن جاده‌ها انجام شده است.» مردم معترض بعد از تیراندازی در ماهشهر به نیزاری در این شهر فرار کرده بودند و پس از محاصره توسط نیروهای نظامی به رگبار بسته شدند.

## قربانیان
سازمان عفو بین‌الملل در ۲۰ مهٔ ۲۰۲۰ بیانیه‌ای منتشر و مشخصات ۳۰۴ جانباخته در جریان سرکوب اعتراضات آبان ۱۳۹۸ را اعلام کرد. براساس این بیانیه، افراد ذیل میان روزهای ۲۵ تا ۲۹ آبان ۱۳۹۸ در ماهشهر کشته شده‌اند. به‌علاوه، بر اساس این گزارش، دو نفر از نیروهای امنیتی در تبادل آتش نیز کشته شدند.
1. عباس منصوری (عساکره)
2. احد بشاره دورقی
3. احمد چراغیان
4. علی آلبوعلی
5. احمد آلبوعلی
6. علی رحمانی
7. علی باوی
8. علی مرادی
9. چنعانی (نام کوچک نامشخص)
10. اقبال اسماعیلی
11. فرشاد حاجی پور میالسی
12. قاسم باوی
13. مجید مجدم
14. منصور عساکره
15. منصور دریس
16. مهدی رودباریان
17. محمد خالدی
18. محمد خالقی
19. مجتبی عبادی
20. محسن عبادی مهر
21. مصطفی رودباریان
22. رزاق ناصرزاده
23. رضا منصوری
24. سالم امیر سنجریان
25. طاهر الخمیس (حطاوی)
26. یوسف آلبوعبادی
27. یوسف خالدی
28. یک زن شناسایی نشده (احتمال دارد زهرا یا حسنیه عتقی باشد)
29. عدنان هلالی
30. یک زن شناسایی نشده

## تأیید کشتار
پس از اتصال اینترنت خانگی در استان خوزستان اطلاعات و تصاویری از اعتراض‌های ماهشهر منتشر شد که روایت‌های پیشین را تأیید می‌کرد. تصاویر ویدئویی نشان می‌دهند که خودروهای سپاه پاسداران با دوشکا و تیربار به سوی نیزار تیراندازی می‌کنند و همزمان صدای شیون و زاری بلند است.
در ۲۰ آذر ۱۳۹۸ محمود واعظی، رئیس دفتر حسن روحانی، کشتار معترضان در ماهشهر را تأیید کرد، اما کشتار معترضان را به خود معترضان نسبت داد. روحانی در سال ۱۴۰۳ گفت: «در ماهشهر همزمان عده‌ای مسلح وقتی دیدند اوضاع شهر شلوغ است، تیربار آورده بودند، عده‌ای هم کشته شدند. آن موضوع اصلاً ربطی به مسأله بنزین نداشت، ماجرای دیگری بود، البته کشته‌هایش را جزو کشته‌های ماجرای بنزین حساب کردند.»

## پیامدها
روز ۲۸ دی‌ماه ۱۳۹۸ وزارت خارجهٔ آمریکا حسن شاهوارپور؛ فرماندهٔ سپاه ولی عصر خوزستان (ارشد سپاه پاسداران در استان خوزستان) را  به‌دلیل نقض عمدهٔ حقوق بشر در برخورد با معترضان آبان‌ماه و مسئول قتل‌عام ماهشهر تحت تحریم قرار داد.
در ۲۸ آبان ۱۳۹۹ و هم‌زمان با نخستین سالگرد اعتراضات آبان ۹۸، حیدر عباس‌زاده (فرماندهٔ نیروی انتظامی خوزستان) و رضا پاپی (فرماندهٔ انتظامی شهرستان ماهشهر) به اتهام نقش داشتن در کشتار ماهشهر به فهرست تحریم‌شدگان وزارت خزانه‌داری آمریکا اضافه شدند.